# 閃光連鰭唇魚
閃光連鰭唇魚，為輻鰭魚綱鱸形目隆頭魚亞目隆頭魚科的其中一種，分布於西大西洋區，從美國佛羅里達州南部、百慕達群島至巴西海域，棲息深度3-15公尺，本魚在每個鱗片上成魚有一個細長垂直的藍色斑點，雄性成魚在整體的顏色中更綠色而且在一個粉紅色的灰白區域裡面的體側中央或黃色上有一個邊緣藍色的墨水黑色的斑點，體長可達17.5公分，棲息在水質清澈沙底質、海草生長的海域，生活習性不明，可作為觀賞魚。